# Mortierella echinosphaera
Mortierella echinosphaera är en svampart som beskrevs av Plaäts-Nit. 1976. Mortierella echinosphaera ingår i släktet Mortierella och familjen Mortierellaceae.   Inga underarter finns listade i Catalogue of Life.